# Hamza Ounnas
Hamza Ounnas (sinh ngày 18 tháng 12 năm 1988) là một cầu thủ bóng đá người Algérie thi đấu cho USM Blida ở vị trí tiền vệ.